# Falltor (Bergisch Gladbach)
Falltor war ein Bauerngut und ein Ortsteil auf dem Gebiet des heutigen Stadtteils Bensberg der Stadt Bergisch Gladbach im Rheinisch-Bergischen Kreis. Das ehemalige Falltor und die Ortschaft hatten 1896 die Benennung eines Wegs als Falltorweg hervorgerufen. Er wurde 1931 umbenannt in Falltorstraße.
Der Straßenname sollte an ein ehemaliges Einlasstor im Dorfzaun der Freiheit Bensberg erinnern, dessen Existenz sich in der Gewannenbezeichnung „Auf’m Fall“ erhalten hatte. Aus dem Urmesstischblatt ergibt sich, dass dieses Fallgatter an der Ecke Falltorstraße/Gartenstraße gestanden hat.

## Geschichte

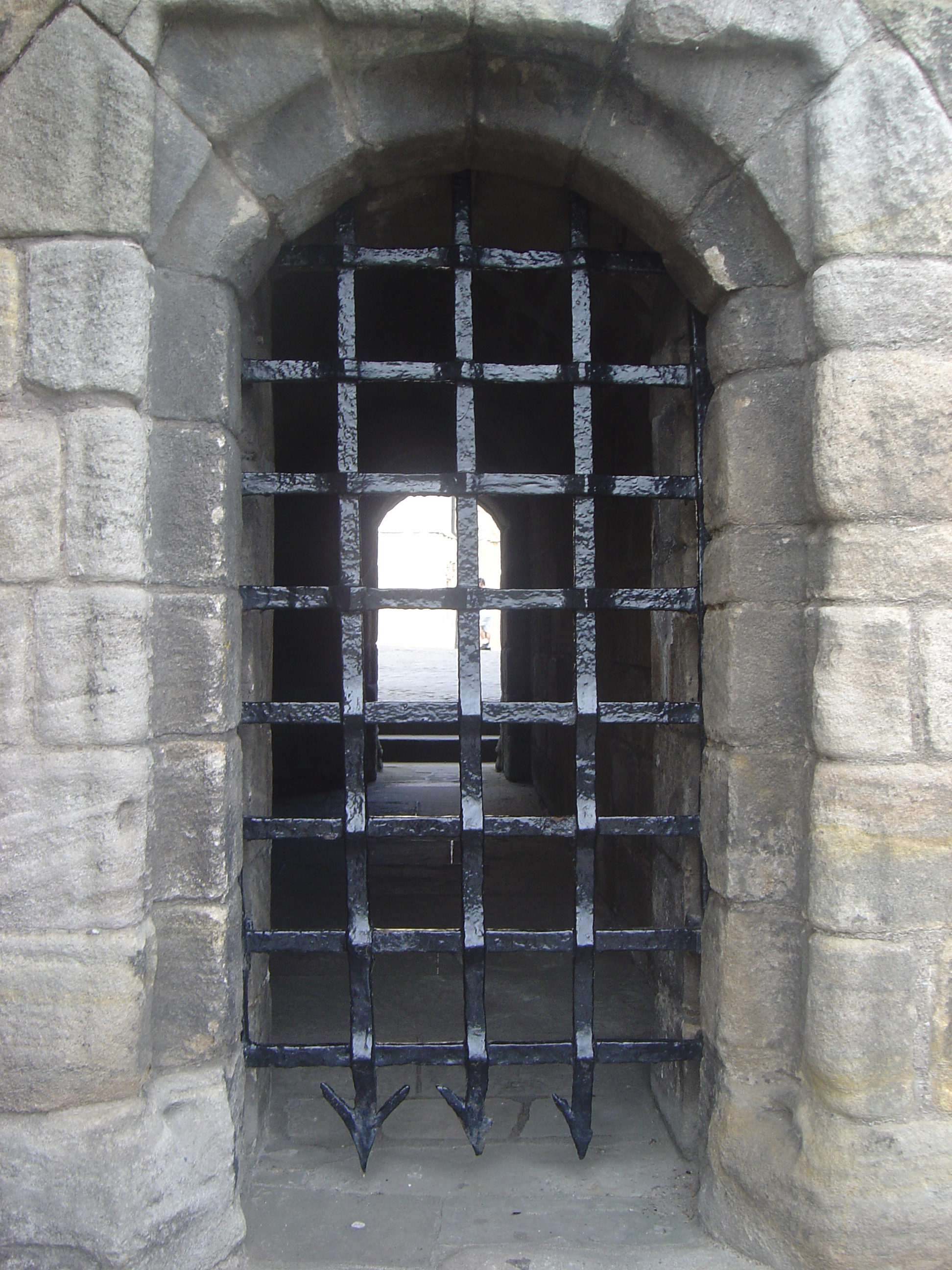
Eisernes Fallgatter als Beispiel

Das Gut Valdor (Falltor) bildete mit dem Gut auf’m Pütz zwei Hofstellen, die auch Groß- und Klein-Valdor genannt wurden. 1555 wird ein Toyss Gut am Falltor erwähnt. Aus Carl Friedrich von Wiebekings Charte des Herzogthums Berg 1789 geht hervor, dass Falltor zu dieser Zeit Teil der Freiheit Bensberg im gleichnamigen Kirchspiel im bergischen Amt Porz war.
Unter der französischen Verwaltung zwischen 1806 und 1813 wurde das Amt Porz aufgelöst und der Ort wurde politisch der Mairie Bensberg im Kanton Bensberg zugeordnet. 1816 wandelten die Preußen die Mairie zur Bürgermeisterei Bensberg im Kreis Mülheim am Rhein. Als Ortschaft war Falltor seit Beginn des 19. Jahrhunderts bis letztmals 1895 in den amtlichen Statistiken verzeichnet.
| Jahr | Einwohner | Wohn- gebäude | Kategorie | Politische / kirchliche Zugehörigkeit                             |
| ---- | --------- | ------------- | --------- | ----------------------------------------------------------------- |
| 1822 | 4         |               | Bauergut  | Bürgermeisterei Bensberg, Kirchspiel Bensberg, Falthor genannt    |
| 1830 | 6         |               | Bauerngut | Bürgermeisterei Bensberg, Pfarrgemeinde Bensberg, Falthor genannt |
| 1845 | 7         | 1             | Bauergut  | Bürgermeisterei Bensberg, Pfarre Bensberg, Fallthor genannt       |
| 1871 | 7         | 1             | Hofstelle | Bürgermeisterei Bensberg, Falthor genannt                         |
| 1885 | 12        | 2             | Ortschaft | Bürgermeisterei Bensberg, Fallthor genannt                        |
| 1895 | 6         | 1             | Ortschaft | Bürgermeisterei Bensberg, Fallthor genannt                        |